# Целевич Юліан Андрійович

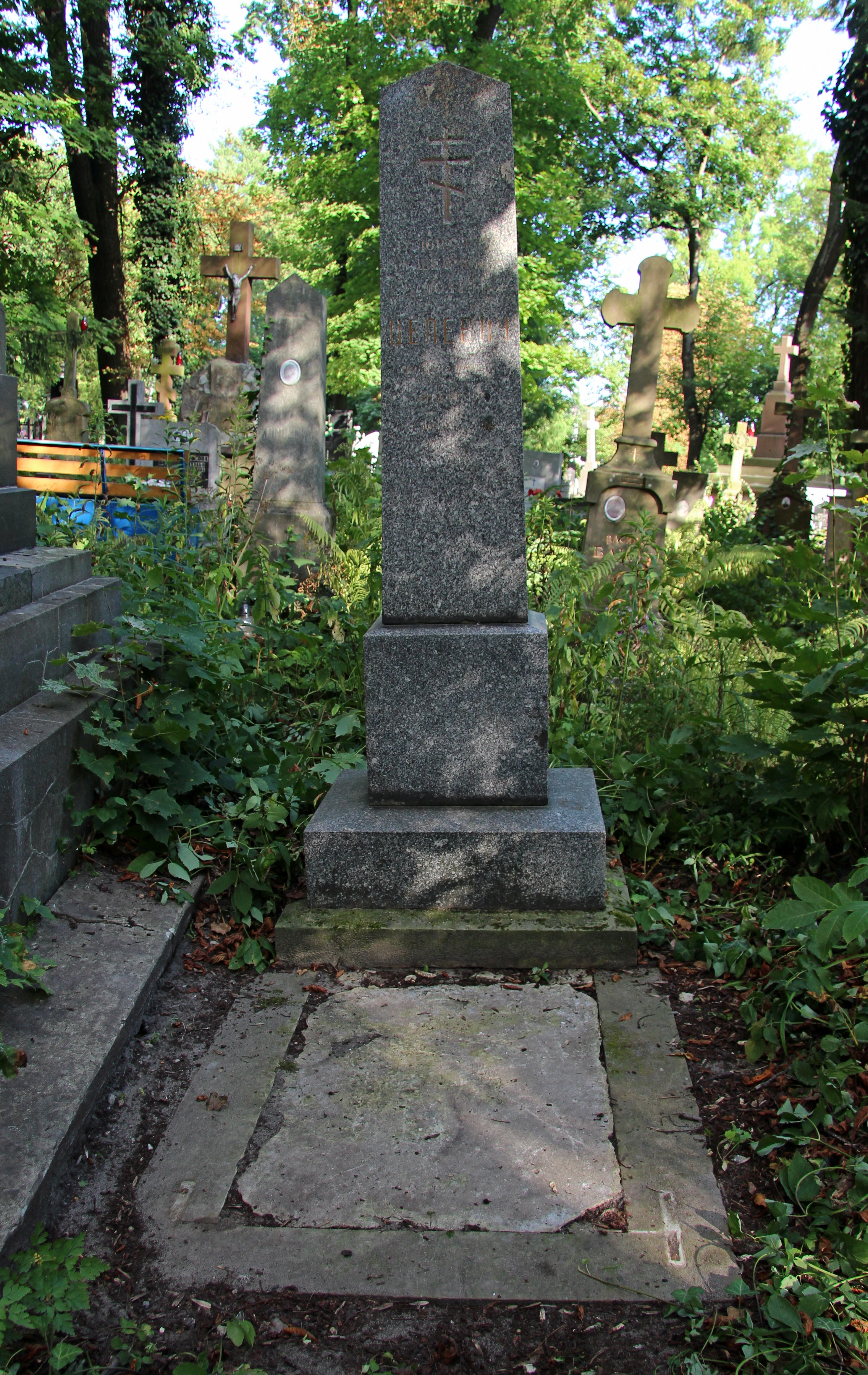

Юліа́н Андрі́йович Целе́вич (іноді Улян Целевич; 23 березня 1843, Павелче — 24 грудня 1892, Львів) — український галицький педагог, історик, просвітницький діяч, культурно-громадський подвижник українського духовного відродження другої половини XIX століття. Голова НТШ.

## Біографія
Народився у селі Павелче на Станиславівщині (нині Павлівка, Івано-Франківський район) у сім'ї священника УГКЦ.
Закінчив Львівську духовну семінарію, Львівський університет, де слухав богословські виклади, також лекції відомого історика, згодом професора Віденського університету Генріха Цайсберга. Протягом 1866—1868 рр. Ю. Целевич студіював у Відні, здобуввши глибокі знання від професорів Ашбаха, Бідінгера, Егера, Сімонія та ін. Під час навчання у Відні Целевич спільно з Анатолем Вахнянином заснував у 1868 р. перше українське студентське товариство Січ. По закінченні університету (1868) він учителював у німецькій гімназії у Львові, викладав у ц.-к. гімназії м. Станиславова (1871—1875), потім переїхав до Львова, де не тільки працював викладачем української академічної гімназії, а й осягав високі наукові ступені. У 1878 р. став доктором філософії, а за кілька місяців до своєї смерті на шостих загальних зборах Наукового Товариства ім. Шевченка його обрали головою.
Помер 24 грудня 1892 року. Похований на Личаківському цвинтарі, поле № 53.

### Діяльність
Ще за життя вченого вийшов у світ упорядкований ним 1-й том, присвячений українському письменству, де були зібрані значні літературознавчої ваги матеріали: твори М. Грушевського «Громадський рух на Вкраїні-Руси в XII ст.». Т. Рильського «Студії над основами розкладу багатства. Часть I», О.Кониського «Дитинний вік Т. Г. Шевченка: крит.-біогр. нарис», О.Колесси «Українські народні пісні в поезіях Богд. Залєського: Літ.-крит. студія», О. Барвінського «Про заснованнє і теперішній розвиток товариства ім. Шевченка у Львові». Коли ж з'явився 2-й том: «Записки НТШ» (Львів, 1893), на ньому було зазначено: «Незабутній пам'яті Д-ра Уляна Целевича. Наукове Товариство імені Шевченка».

#### Праці та дослідження
- Дещо за поселеннє угорської України русинами і за унію церкви православної угорських русинів з Римом (1868)
- Історичний причинок до нашої матирології і рицарської слави (1880)
- Чи було в Польщі невольниче підданство? (1881)
- Про Олексу Довбушука та єго попередників і наступників (1882)
- Дещо про Львів перед 100 роками і про триразовий приїзд Йосифа ІІ до того міста (1883)
- Облога міста Львова в р. 1672 (1883)
- Перехід козаків через Покутє до Молдавії в р. 1739 (1885)
- Клопоти міста Львова з кагалом жидівським в половині XVII століття і погром жидів у Львові 1664 року (1886)
- Історія Скиту Манявського враз з Збірником грамот. листів і деяких судових документів, дотичних того монастиря (1887)
- Ще дещо про Олексу Довбушука та єго наступників (1888)
- Дальші вісті про опришків ватаги: Олекса Довбушук і Василь Баюрак (1890)